# Фобетор
Фобетор је у грчкој митологији био божанство снова.

## Митологија
Према Овидијевим „Метаморфозама“, он је био Хипносов син који се у сновима људи појављивао у облику звери, птице или змије. Био је један од Онеира и богови су га звали Икел. У литератури се може наћи да га називају и Фобетором.